# Rafał Prostak
Rafał Prostak (ur. 1973) – politolog, doktor habilitowany nauk społecznych w zakresie nauk o polityce, profesor Uniwersytetu Ekonomicznego w Krakowie.

## Biografia
Urodził się w 1973. Jest absolwentem Uniwersytetu Wrocławskiego (1997). Stopień doktora nauk politycznych otrzymał w 2002 na Uniwersytecie Jagiellońskim (tytuł pracy doktorskiej: Komunitarystyczna krytyka "Teorii sprawiedliwości" Johna Rawlsa. Cnota i dobro wspólne we współczesnym liberalizmie amerykańskim; promotor: Bogusława Bednarczyk). Był pracownikiem Katedry Stosunków Międzynarodowych Wyższej Szkoły Europejskiej im. ks. Józefa Tischnera w Krakowie, wykładowcą w Katedrze Amerykanistyki Uniwersytetu Jagiellońskiego i Wyższej Szkoły Biznesu – National-Louis University w Nowym Sączu.
13 marca 2017 roku Rada Wydziału Nauk Historycznych i Społecznych Uniwersytetu Kardynała Stefana Wyszyńskiego w Warszawie nadała mu stopień doktora habilitowanego nauk społecznych w zakresie nauk o polityce.
Został kierownikiem Katedry Stosunków Międzynarodowych na Uniwersytecie Ekonomicznym w Krakowie i profesorem tej uczelni.

## Wybrane publikacje
- Rzecz o sprawiedliwości. Komunitarystyczna krytyka współczesnego liberalizmu amerykańskiego, Kraków 2004
- Teista w demoliberalnym świecie. Rzecz o amerykańskich rozważaniach wokół rozumnej polityki, Kraków 2014[5]
- Ogród murem oddzielony od pustyni. Relacje Kościół–państwo, wolność sumienia i tolerancja religijna w myśli pierwszych baptystów, Wydawnictwo Naukowe Chrześcijańskiej Akademii Teologicznej w Warszawie, Warszawa 2020 ISBN 978-83-60273-61-6